# EMESE park
Az EMESE park Szigethalmon az egykori magyar laktanya (légvédelmi rakétabázis) területén található történelmi park, ahol az Árpád-kor elejét megidéző kísérleti régészeti tevékenység, valamint a kor bemutatása történik.
A park nevének két magyarázata van. Az egyik szerint Emesére a magyar mondavilág fontos szereplőjére, a másik szerint az angol European Medieval Settlement (Európai Középkori Település) rövidítése.
A látszat ellenére az itteni épületek friss építésűek. A parkban működő Várispánság részben a kora Árpád-kori élet bemutatását, részben a kor kísérleti régészeti eszközökkel történő megismerése.
A várispánság központja a Lovagterem, amelynek falán kárpitok és tárlók idézik meg a 10.-11. század hangulatát, köré épült a falu.
Végleg bezárt.